# Frank Waller
Frank Laird Waller, född 24 juni 1884 i Saint Paul, Minnesota, död 29 november 1941 i Kansas City, var en amerikansk friidrottare.
Waller blev olympisk silvermedaljör på 400 meter häck och 400 meter vid sommarspelen 1904 i Saint Louis.